# ماكسيم بوغيو
ماكسيم بوغيو (بالرومانية: Maxim Boghiu)‏ هو لاعب كرة قدم مولدوفي في مركز الدفاع، ولد في 24 مايو 1991 في كيشيناو في مولدوفا. شارك مع منتخب مولدافيا تحت 19 سنة لكرة القدم ومنتخب مولدوفا تحت 21 سنة لكرة القدم. أما مع النوادي، فقد لعب مع زمبرو تشيسيناو ونادي فيريس كيشيناو.

## وصلات خارجية
- ماكسيم بوغيو على موقع قاعدة بيانات كرة القدم.إي يو (الإنجليزية)
- ماكسيم بوغيو على موقع Soccerway.com (الإنجليزية)